# 7e bataillon du génie (1914-1920)
Le 7e Bataillon du Génie, créé en avril 1914, formant Corps à Besançon est un bataillon du génie militaire de l'armée française. Il n'existe aucun point commun entre le 7e Bataillon du Génie de 1914 et le 7e régiment du génie.

## Création et différentes dénominations
- 1914 : créé à Besançon le 1er mai 1914.
- 1920 : dissous le 30 janvier 1920 ; devient le 30e Bataillon du Génie.

## Chef de corps
(*) Officier qui devint par la suite général de brigade.
(**) Officier qui devint par la suite général de division.

## Historique des garnisons, combats et batailles du7eBG
Le 7e bataillon du Génie, en garnison à Besançon, appartenait au 4e régiment du génie. Il aurait dû être créé un 12e régiment du génie, composé du 7e et du 28e B.G, à la suite des 9e, 10e et 11e R.G créés à la même date. Mais faute de trouver une ville de garnison capable d'accueillir l'état-major du régiment, les deux bataillons sont restés dans leurs garnisons respectives et formant corps. On parle de bataillons indépendants. Le 7e Bataillon du Génie naît à Besançon et comporte trois compagnies d’active et 8 compagnies de réserve.

### Première Guerre mondiale

#### Compagnies du régiment durant la guerre
Au moment de la mobilisation, rattachement de ses compagnies :
- Compagnie 7/1 : Ire Armée / 7e Corps d'Armée / 14e Division d'Infanterie
- Compagnie 7/2 : Ire Armée / 7e Corps d'Armée / 41e Division d'Infanterie
- Compagnie 7/3 : Ire Armée / 7e Corps d'Armée
- Compagnie 7/4 : Ire Armée / 7e Corps d'Armée
- Compagnie 7/5 : cf JMO.
- Compagnie 7/12 : cf JMO.
- Compagnie 7/13 : 10e DIC le 21 juin 1915 jusqu'à la fin de la guerre.
- Compagnie 7/14 : cf JMO.
- Compagnie 7/16 : Ire Armée / 7e Corps d'Armée
- Compagnie 7/21 : Ire Armée / 7e Corps d'Armée
- Compagnie 7/51 : cf JMO.
- Compagnie 7/63 : cf JMO.
- Compagnie 7/101 : compagnie d'instruction, cf. JMO

#### 1917
Engagé en Champagne en juin : La 7/1 est à Courcy et Loivre, la 7/2 est à Souain et à Le Mesnil-lès-Hurlus, la 7/12 combat l'incendie de la Cathédrale de Reims et la 7/14 est au Mont Blond et Mont Cornillet

### Entre-deux-guerres
Le 7e bataillon du Génie, malgré son passé prestigieux est dissous, devient le 30e Bataillon du Génie.

## Faits d'armes faisant particulièrement honneur au régiment

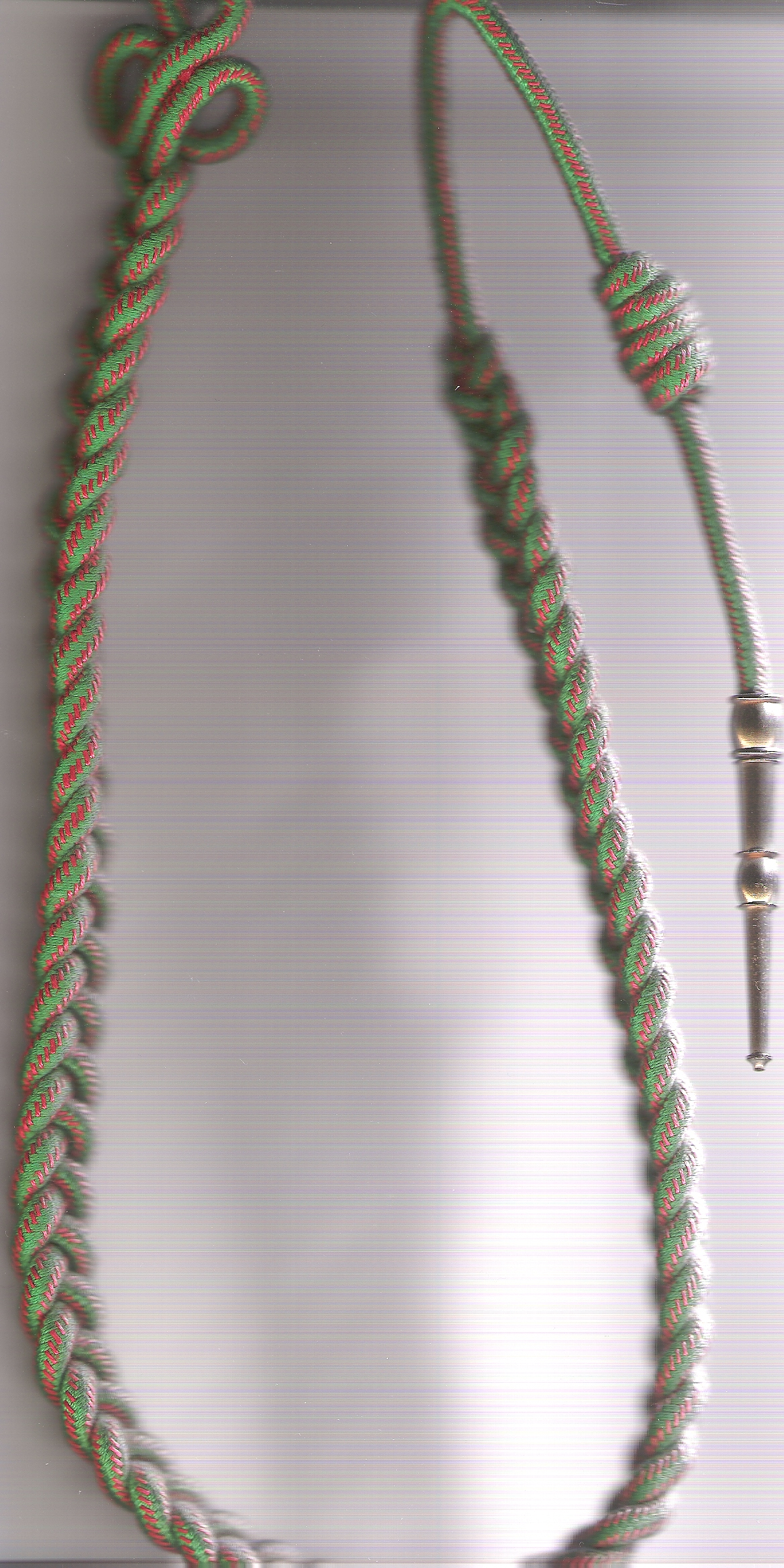
fourragère aux couleurs du ruban de la croix de guerre 1914-1918

## Décorations
Les compagnies suivantes portent la fourragère aux couleurs du ruban de la Croix de guerre 1914-1918 :
7/1, 7/2, 7/13, 7/14, 7/52.
NB : seule l'unité citée, en l'occurrence, la compagnie, a droit au port de ses décorations.

## Sources et bibliographie
- Précis des unités du Génie de 1793 à 1993 (ND) par le Cne(er) Giudicelli et le Maj(er) Dupire